# Општина Изукар де Матаморос (Пуебла)
Изукар де Матаморос (шп. Izúcar de Matamoros) општина је у Мексику у савезној држави Пуебла. Општина се налази на надморској висини од 1283 м.

## Становништво
Према подацима из 2010. у општини је живело 72799 становника.

### Хронологија
| Година       | 2000                  | 2005                  | 2010                  |
| ------------ | --------------------- | --------------------- | --------------------- |
| Становништво | 70739 (33371 / 37368) | 69413 (32406 / 37007) | 72799 (34451 / 38348) |

### Попис
| \| \| м \| \| \| ж \| \| 0—2 \| 2.099 \| \| \| 2.054 \| \| 3—5 \| 2.185 \| \| \| 2.148 \| \| 6—11 \| 4.637 \| \| \| 4.402 \| \| 12—14 \| 2.360 \| \| \| 2.303 \| \| 15—17 \| 2.406 \| \| \| 2.428 \| \| 18—24 \| 4.397 \| \| \| 5.040 \| \| 60+ \| 3.626 \| \| \| 4.459 \| \| Просек : \| 28,0 \| \| \| 29,8 \| |       |  |  |       |
| |       |  |  |       |
| | м     |  |  | ж     |
| 0—2 | 2.099 |  |  | 2.054 |
| 3—5 | 2.185 |  |  | 2.148 |
| 6—11 | 4.637 |  |  | 4.402 |
| 12—14 | 2.360 |  |  | 2.303 |
| 15—17 | 2.406 |  |  | 2.428 |
| 18—24 | 4.397 |  |  | 5.040 |
| 60+ | 3.626 |  |  | 4.459 |
| Просек : | 28,0  |  |  | 29,8  |

| #   | Индикатор                                                                                        | Вредност |
| --- | ------------------------------------------------------------------------------------------------ | -------- |
| 1   | Становништво од 0 до 2 године                                                                    | 4153     |
| 2   | Мушко становништво од 0 до 2 године                                                              | 2099     |
| 3   | Женско становништво од 0 до 2 године                                                             | 2054     |
| 4   | Становништво са 3 и више година                                                                  | 68453    |
| 5   | Мушко становништво са 3 и више година                                                            | 32245    |
| 6   | Женско становништво са 3 и више година                                                           | 36208    |
| 7   | Становништво са 5 и више година                                                                  | 65606    |
| 8   | Мушко становништво са 5 и више година                                                            | 30790    |
| 9   | Женско становништво са 5 и више година                                                           | 34816    |
| 10  | Становништво са 12 и више година                                                                 | 55081    |
| 11  | Мушко становништво са 12 и више година                                                           | 25423    |
| 12  | Женско становништво са 12 и више година                                                          | 29658    |
| 13  | Становништво са 15 и више година                                                                 | 50418    |
| 14  | Мушко становништво са 15 и више година                                                           | 23063    |
| 15  | Женско становништво са 15 и више година                                                          | 27355    |
| 16  | Становништво са 18 и више година                                                                 | 45584    |
| 17  | Мушко становништво са 18 и више година                                                           | 20657    |
| 18  | Женско становништво са 18 и више година                                                          | 24927    |
| 19  | Становништво од 3 до 5 година                                                                    | 4333     |
| 20  | Мушко становништво од 3 до 5 година                                                              | 2185     |
| 21  | Женско становништво од 3 до 5 година                                                             | 2148     |
| 22  | Становништво од 6 до 11 година                                                                   | 9039     |
| 23  | Мушко становништво од 6 до 11 година                                                             | 4637     |
| 24  | Женско становништво од 6 до 11 година                                                            | 4402     |
| 25  | Становништво од 8 до 14 година                                                                   | 10737    |
| 26  | Мушко становништво од 8 до 14 година                                                             | 5519     |
| 27  | Женско становништво од 8 до 14 година                                                            | 5218     |
| 28  | Становништво од 12 до 14 година                                                                  | 4663     |
| 29  | Мушко становништво од 12 до 14 година                                                            | 2360     |
| 30  | Женско становништво од 12 до 14 година                                                           | 2303     |
| 31  | Становништво од 15 до 17 година                                                                  | 4834     |
| 32  | Мушко становништво од 15 до 17 година                                                            | 2406     |
| 33  | Женско становништво од 15 до 17 година                                                           | 2428     |
| 34  | Становништво од 18 до 24 године                                                                  | 9437     |
| 35  | Мушко становништво од 18 до 24 године                                                            | 4397     |
| 36  | Женско становништво од 18 до 24 године                                                           | 5040     |
| 37  | Женско становништво од 15 до 49 година                                                           | 19618    |
| 38  | Становништво са 60 и више година                                                                 | 8085     |
| 39  | Мушко становништво са 60 и више година                                                           | 3626     |
| 40  | Женско становништво са 60 и више година                                                          | 4459     |
| 41  | Однос између мушкараца и жена                                                                    | 89.84    |
| 42  | Становништво од нуле до 14 година                                                                | 22188    |
| 43  | Становништво од 15 до 64 године                                                                  | 44533    |
| 44  | Становништво од 65 година и више                                                                 | 5885     |
| 45  | Просечан број деце                                                                               | 2.7      |
| 46  | Становништво рођено у ентитету                                                                   | 66253    |
| 47  | Мушко становништво рођено у ентитету                                                             | 31361    |
| 48  | Женско становништво рођено у ентитету                                                            | 34892    |
| 49  | Становништво рођено у другом ентитету                                                            | 5148     |
| 50  | Мушко становништво рођено у другом ентитету                                                      | 2375     |
| 51  | Женско становништво рођено у другом ентитету                                                     | 2773     |
| 52  | Становништво од 5 година и више резидентно у ентитету у јуну 2005. године                        | 62377    |
| 53  | Мушко становништво старосног доба од 5 година и више, резидентно у ентитету у јуну 2005. године  | 28861    |
| 54  | Женско становништво старосног доба од 5 и више година, резидентно у ентитету у јуну 2005. године | 33516    |
| 55  | Становништво од 5 година и више које је живело у другом ентитету у јуну 2005. године             | 1133     |
| 56  | Мушко становништво старије од 5 година које је живело у другом ентитету у јуну 2005. године      | 591      |
| 57  | Женско становништво старије од 5 година које је живело у другом ентитету у јуну 2005. године     | 542      |
| 58  | Становништво од 3 године и више које говори аутохтони језик                                      | 387      |
| 59  | Мушко становништво старо 3 године и више које говори аутохтони језик                             | 196      |
| 60  | Женско становништво старо 3 године и више које говори аутохтони језик                            | 191      |
| 61  | Становништво од 3 године и више које говори аутохтони језик и не говори шпански језик            | 4        |
| 62  | Мушко становништво старо 3 године и више које говори аутохтони језик и не говори шпански         | 2        |
| 63  | Женско становништво старо 3 године и више које говори аутохтони језик и не говори шпански језик  | 2        |
| 64  | Становништво старо 3 године и више које говори аутохтони језик и шпански                         | 283      |
| 65  | Мушко становништво старо 3 године и више које говори аутохтони језик и шпански                   | 136      |
| 66  | Женско становништво старо 3 године и више које говори аутохтони језик и шпански                  | 147      |
| 67  | Становништво од 5 година и више које говори аутохтони језик                                      | 380      |
| 68  | Становништво од 5 година и више које говори аутохтони језик и не говори шпански језик            | 2        |
| 69  | Становништво од 5 година и више које говори аутохтони језик и говори шпански језик               | 281      |
| 70  | Становништво у домородачким домаћинствима                                                        | 885      |
| 71  | Становништво са ограничењима у активностима                                                      | 3341     |
| 72  | Становништво са ограниченим ходањем или кретањем, горе или доле                                  | 1886     |
| 73  | Становници са ограничењима вида, чак и уз кориштење сочива                                       | 811      |
| 74  | Становништво са ограничењима говора, комуникације или конверзације                               | 284      |
| 75  | Становништво са ограниченим слухом                                                               | 382      |
| 76  | Становништво са ограничењима при одевању, купању или јелу                                        | 121      |
| 77  | Становништво са ограничењима у опажању или учењу једноставних ствари                             | 122      |
| 78  | Становништво са менталним ограничењима                                                           | 336      |
| 79  | Становништво без ограничења активности                                                           | 68829    |
| 80  | Становништво од 3 до 5 година које не похађа школу                                               | 1564     |
| 81  | Мушко становништво од 3 до 5 година које не похађа школу                                         | 815      |
| 82  | Женско становништво од 3 до 5 година које не похађа школу                                        | 749      |
| 83  | Становништво од 6 до 11 година које не похађа школу                                              | 290      |
| 84  | Мушко становништво од 6 до 11 година које не похађа школу                                        | 177      |
| 85  | Женско становништво од 6 до 11 година које не похађа школу                                       | 113      |
| 86  | Становништво од 12 до 14 година које не похађа школу                                             | 450      |
| 87  | Мушко становништво од 12 до 14 година које не похађа школу                                       | 229      |
| 88  | Женско становништво од 12 до 14 година које не похађа школу                                      | 221      |
| 89  | Становништво од 15 до 17 година похађа школу                                                     | 3252     |
| 90  | Мушко становништво од 15 до 17 година похађа школу                                               | 1581     |
| 91  | Женско становништво између 15 и 17 година живота у школи                                         | 1671     |
| 92  | Становништво од 18 до 24 године похађа школу                                                     | 2734     |
| 93  | Мушко становништво од 18 до 24 године похађа школу                                               | 1305     |
| 94  | Женско становништво од 18 до 24 године похађа школу                                              | 1429     |
| 95  | Становништво од 8 до 14 година које не може да чита и пише                                       | 417      |
| 96  | Мушко становништво старосног доба од 8 до 14 година које не може да чита и пише                  | 264      |
| 97  | Женско становништво старосног доби од 8 до 14 година које не може да чита и пише                 | 153      |
| 98  | Становништво од 15 година и више које је неписмено                                               | 5609     |
| 99  | Мушко становништво од 15 година и више које је неписмено                                         | 2078     |
| 100 | Женско становништво од 15 година и више које је неписмено                                        | 3531     |
| 101 | Становништво старо 15 и више година без школовања                                                | 5635     |
| 102 | Мушко становништво старо 15 и више година без школовања                                          | 2219     |
| 103 | Женско становништво старо 15 и више година без школовања                                         | 3416     |
| 104 | Становништво старосног доба 15 и више година са непотпуним основним образовањем                  | 8508     |
| 105 | Мушко становништво старосног доба од 15 година и више са непотпуном основним образовањем         | 3897     |
| 106 | Женско становништво старосног доба 15 и више година са непотпуном основним образовањем           | 4611     |
| 107 | Становништво старо 15 и више година са комплетним основним образовањем                           | 8469     |
| 108 | Мушко становништво старо 15 година и више са комплетним основним образовањем                     | 3761     |
| 109 | Женско становништво старо 15 и више година са комплетним основним образовањем                    | 4708     |
| 110 | Становништво старосног доба 15 и више година са непотпуним средњим образовањем                   | 2761     |
| 111 | Мушко становништво старосног доба од 15 година и више са непотпуним средњим образовањем          | 1477     |
| 112 | Женско становништво старосног доба од 15 година и више са непотпуним средњим образовањем         | 1284     |
| 113 | Становништво старо 15 и више година са пуним секундарном образовањем                             | 9229     |
| 114 | Мушко становништво старосног доба од 15 година и више са пуним секундарном образовањем           | 4467     |
| 115 | Женско становништво старосног доба од 15 година и више са пуним секундарном образовањем          | 4762     |
| 116 | Становништво старије од 18 година са постосновним образовањем                                    | 13865    |
| 117 | Мушко становништво старије од 18 година са постосновним образовањем                              | 6418     |
| 118 | Женско становништво старије од 18 година са постосновним образовањем                             | 7447     |
| 119 | Просечна оцена школовања                                                                         | 7.69     |
| 120 | Просечан ниво образовања мушке популације                                                        | 7.85     |
| 121 | Просечан ниво образовања женског становништва                                                    | 7.55     |
| 122 | Економски активно становништво                                                                   | 27094    |
| 123 | Економски активна мушка популација                                                               | 17921    |
| 124 | Економски активна женска популација                                                              | 9173     |
| 125 | Становништво које није економски активно                                                         | 27662    |
| 126 | Мушко становништво које није економски активно                                                   | 7318     |
| 127 | Женско становништво које није економски активно                                                  | 20344    |
| 128 | Запослено становништво                                                                           | 26286    |
| 129 | Запослено мушко становништво                                                                     | 17231    |
| 130 | Запослено женско становништво                                                                    | 9055     |
| 131 | Незапослена популација                                                                           | 808      |
| 132 | Незапослена мушка популација                                                                     | 690      |
| 133 | Незапослена женска популација                                                                    | 118      |
| 134 | Становништво без права на здравствене услуге                                                     | 39589    |
| 135 | Становништво које има право на здравствене услуге                                                | 32871    |
| 136 | Становништво које има право на ИМСС                                                              | 12757    |
| 137 | Становништво које има право на социјално осигурање                                               | 5233     |
| 138 | Становништво које има право на државно социјално осигурање                                       | 1797     |
| 139 | Становништво које има право на опште осигурање или здравствено осигурање за нову генерацију      | 12184    |
| 140 | Становништво које је било једном или није било у браку током 12 година и више                    | 20492    |
| 141 | Венчано или уједињено становништво од 12 година и више                                           | 28628    |
| 142 | Становништво које је било у браку или уједињено 12 година и више                                 | 5837     |
| 143 | Становништво са католичком религијом                                                             | 65544    |
| 144 | Протестанти, еванђелисти и библијски следбеници различити од еванђелиста                         | 4129     |
| 145 | Становништво са другим религијама различитим од претходних                                       | 669      |
| 146 | Становништво без религије                                                                        | 1207     |
| 147 | Укупно пописаних домаћинства                                                                     | 18079    |
| 148 | Пописна домаћинства на челу са мушкарцима                                                        | 12799    |
| 149 | Пописна домаћинства на челу са женама                                                            | 5280     |
| 150 | Становништво у пописним домаћинствима                                                            | 72426    |
| 151 | Становништво у пописним домаћинствима на челу са мушкарцима                                      | 54487    |
| 152 | Становништво у пописним домаћинствима на челу са женама                                          | 17939    |
| 153 | Укупно домаћинстава                                                                              | 23755    |
| 154 | Укупно насељених домаћинстава                                                                    | 18132    |
| 155 | Укупно приватних кућа                                                                            | 23702    |
| 156 | Насељени приватни домови                                                                         | 18079    |
| 157 | Укупно насељених приватних кућа                                                                  | 18131    |
| 158 | Ненасељене приватне куће                                                                         | 4150     |
| 159 | Појединачна домаћинства за привремену употребу                                                   | 1473     |
| 160 | Становници у насељеним приватним кућама                                                          | 72426    |
| 161 | Насељеност станара у приватним становима                                                         | 4.01     |
| 162 | Просечно становника по соби у приватним насељеним домаћинствима                                  | 1.12     |
| 163 | Појединачна домаћинства са подовима од различитих материјала од земље                            | 16017    |
| 164 | Појединачна домаћинства у приземљу                                                               | 1930     |
| 165 | Појединачна домаћинства са једном спаваћом собом                                                 | 7137     |
| 166 | Појединачна домаћинства са две спаваће собе и више                                               | 10872    |
| 167 | Појединачна домаћинства са једним собом                                                          | 1196     |
| 168 | Појединачна домаћинства са две собе                                                              | 3722     |
| 169 | Појединачна домаћинства са 3 собе и више                                                         | 13061    |
| 170 | Појединачна домаћинства која имају електрично светло                                             | 17868    |
| 171 | Појединачна домаћинства која немају електрично светло                                            | 142      |
| 172 | Појединачна домаћинства која имају водоводну воду у стамбеном простору                           | 15523    |
| 173 | Појединачна домаћинства која немају водоводну воду у стамбеном простору                          | 2466     |
| 174 | Појединачна домаћинства која имају тоалет                                                        | 17323    |
| 175 | Појединачна домаћинства која имају канализацију                                                  | 17369    |
| 176 | Појединачна домаћинства која немају канализацију                                                 | 610      |
| 177 | Појединачна домаћинства која имају електрично светло, довод воде из јавне мреже и канализацију   | 15140    |
| 178 | Појединачна домаћинства без икаквих услова                                                       | 397      |
| 179 | Појединачна домаћинства која имају радио                                                         | 14161    |
| 180 | Појединачна домаћинства која имају телевизор                                                     | 16740    |
| 181 | Појединачна домаћинства која имају фрижидер                                                      | 14923    |
| 182 | Појединачна домаћинства која имају машину за веш                                                 | 12385    |
| 183 | Појединачна домаћинства која имају аутомобил или комби                                           | 5727     |
| 184 | Појединачна домаћинства која имају рачунар                                                       | 3557     |
| 185 | Појединачна домаћинства која имају фиксну телефонску линију                                      | 8128     |
| 186 | Појединачна домаћинства која имају мобилни телефон                                               | 8648     |
| 187 | Појединачна домаћинства која имају приступ интернету                                             | 2304     |